# エイヴィンド・ユーンソン
エイヴィンド・ユーンソン（Eyvind Johnson、1900年7月29日 - 1976年8月25日）は、スウェーデン北部ノールボッテン県に生まれた作家である。1957年にスウェーデン・アカデミーの会員に選出され、1974年にはハリー・マーティンソンと共にノーベル文学賞を共同受賞した。

## 経歴と作品
ユーンソンは独学で文学を学び、労働者階級の出身者として社会問題や政治的テーマを作品に多く取り入れた。彼の作品は、個人の自由、抑圧、亡命、記憶といったテーマを深く掘り下げていることで知られる。
代表作には、半自伝的な小説『Här har du ditt liv!』（邦題は『ここに君の人生がある！』など、1930年）、ギリシア神話を現代に翻案した『Strändernas Svall』（邦題は『岸辺の波立ち』など、1946年）、そして中世ヨーロッパを舞台にした歴史小説『Hans Nådes Tid』（邦題は『陛下の時代』など、1960年）などが挙げられる。これらの作品は、多角的な視点と実験的な語り口を特徴とする。

## ノーベル文学賞の受賞とその論争
1974年、ユーンソンはハリー・マーティンソンと共にノーベル文学賞を受賞した。しかし、この受賞は一部で議論を呼んだ。当時、ユーンソンとマーティンソンがともにノーベル委員会の選考委員を務めていたこと、またグレアム・グリーン、ソール・ベロー、ウラジーミル・ナボコフといった国際的に評価の高い作家が候補に挙がっていたことがその理由である。批評家の中には、この受賞が身内びいきであるとの批判の声も上がった。

## 晩年
ユーンソンは、その生涯を通じて多作な作家であり続けた。彼の作品は、スウェーデン文学におけるモダニズムの重要な位置を占めている。1976年8月25日、76歳で死去した。

## 邦訳
- ユーンソン 短編(「七つの生」より)(田中三千夫訳) ノーベル賞文学全集　主婦の友社、1976